# Padek
Padek is een bestuurslaag in het regentschap Pemalang van de provincie Midden-Java, Indonesië. Padek telt 3439 inwoners (volkstelling 2010).